# ميدالية كلارا زيتكين

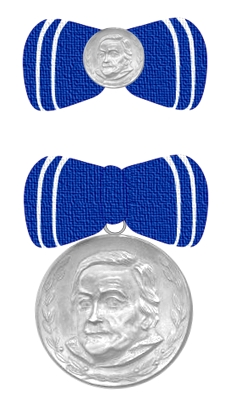
ميدالية كلارا زيتكين (الوجه)

كانت ميدالية كلارا زيتكين جائزة وطنية في جمهورية ألمانيا الديمقراطية.
وُضعت مجلس الوزراء في البلاد في 18 فبراير 1954 لتكريم حياة وعمل كلارا زيتكين، التي اعتبرتها المؤسسة الماركسية واحدة من أهم القيادات النسائية في تاريخ الشعب الألماني.
تم منح الميدالية لإنجازات بارزة في تطوير المجتمع الاشتراكي في البلاد والنهوض به. وكثيرا ما كان هؤلاء الذين تم تكريمهم من النساء المحترفات اللائي كان أداؤهن الوظيفي مثاليًا في حين اقترن بواجبات الأم، مما يعكس الدور الجديد للمرأة في المجتمع الاشتراكي الحديث. تم منح الميدالية بشكل عام لشخص واحد فقط في أي مناسبة واحدة، وكان الفائزون جميعهم من النساء.